# Schönbrunner Wald
Schönbrunner Wald är ett kommunfritt område i Landkreis Freyung-Grafenau i Regierungsbezirk Niederbayern i förbundslandet Bayern i Tyskland.